# East Chiltington
East Chiltington is een civil parish in het bestuurlijke gebied Lewes, in het Engelse graafschap East Sussex met 474 inwoners.

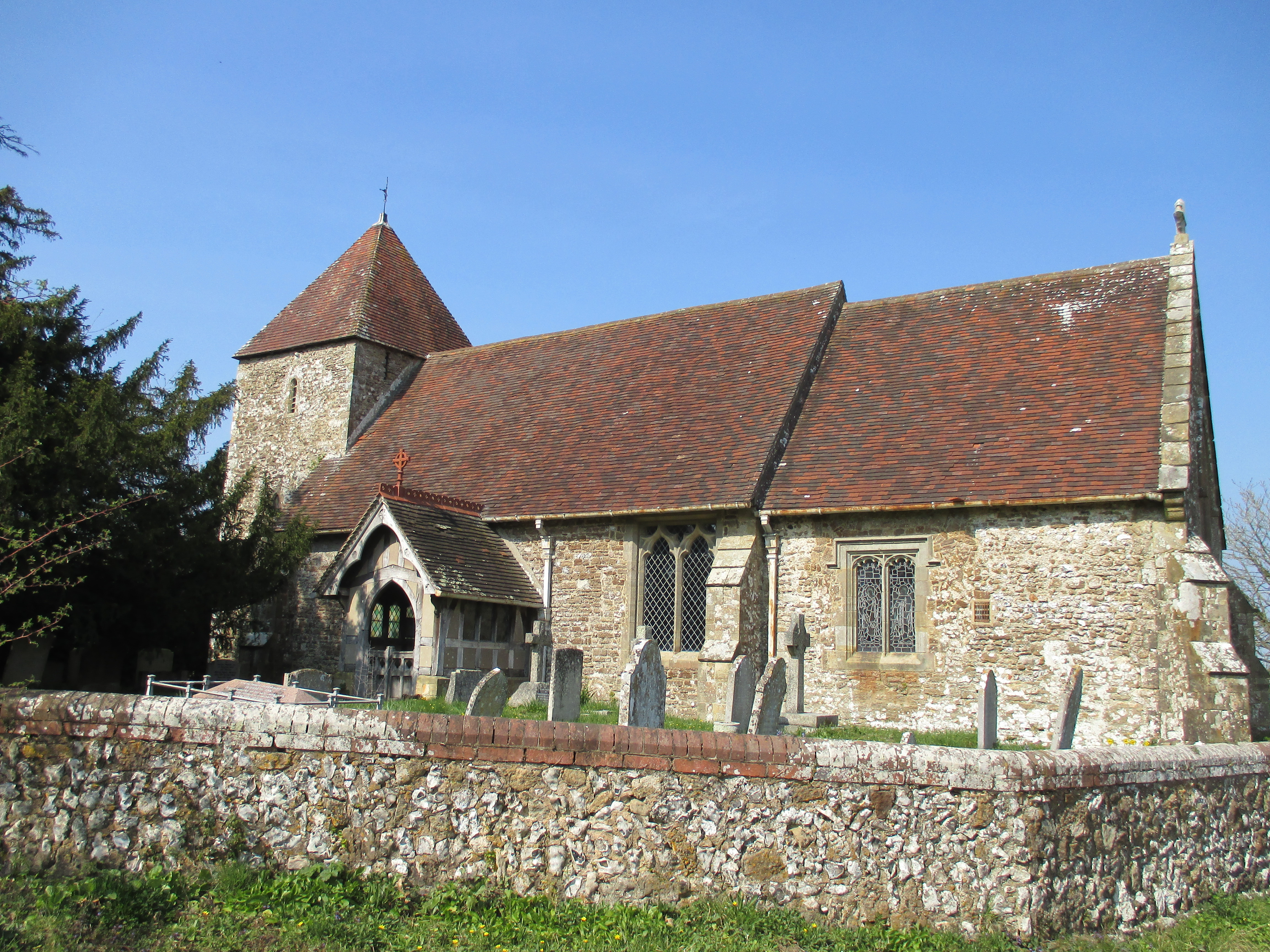